# 밀톤 위난츠
밀톤 아리엘 위난츠 바스케스(스페인어: Milton Ariel Wynants Vázquez, 1972년 3월 29일~)는 우루과이의 자전거 경기 선수로 주 종목은 트랙 사이클링이다. 2000년 하계 올림픽 포인트레이스 부문에서 은메달을 획득하여 우루과이 선수로는 36년 만에 올림픽 메달을 획득하였다. 현재 마지막 우루과이 올림픽 메달리스트이며, 올림픽에 4번 출전하였고, 팬아메리칸 게임에서 여러 메달을 획득하였다.